# Hainan Airlines
Hainan Airlines Co., Ltd. (HNA, cinese: 海南航空公司; pinyin: Hǎinán Hángkōnggōngsī; hainanese: Hái-nâm Hang-khun-kông-si) è una compagnia aerea con sede a Haikou, Hainan, Repubblica popolare cinese. La compagnia aerea è classificata come compagnia aerea a 5 stelle nella lista di Skytrax.
È la più grande compagnia di trasporto aereo a gestione civile e a maggioranza statale, il che la rende la quarta compagnia aerea in termini di dimensioni della flotta nella Repubblica popolare cinese e la decima compagnia aerea in Asia in termini di passeggeri trasportati. Opera servizi di linea nazionali e internazionali su oltre 500 rotte da Hainan e nove località sulla terraferma, oltre a servizi charter. La sua base principale si trova presso l'aeroporto Internazionale di Haikou-Meilan, con hub presso l'aeroporto di Pechino-Capitale, l'aeroporto di Shenzhen-Bao'an e l'aeroporto Internazionale di Xi'an Xianyang.

## Storia

### I primi anni
Hainan Airlines venne fondata nell'ottobre 1989 come Hainan Province Airlines ad Hainan, la più grande zona economica speciale della Cina. Hainan Province Airlines diventò la prima società di trasporto aereo per azioni della Cina dopo una ristrutturazione nel gennaio 1993 e iniziò a operare i servizi di linea il 2 maggio 1993. I primi 250 milioni di yuan (31,25 milioni di dollari USA) vennero finanziati dal governo di Hainan (5,33%) e dal personale aziendale (20%). Il resto proveniva da azionisti istituzionali. Nel 1996, la compagnia aerea è stata ribattezzata Hainan Airlines.
American Aviation LLC, controllata da George Soros, era uno dei principali azionisti della compagnia aerea dal 1995.
Le operazioni di jet executive con un Bombardier Learjet 55 sono state aggiunte nell'aprile 1995. Nel 1998, Hainan Airlines è diventata la prima compagnia aerea cinese a possedere azioni di un aeroporto dopo aver acquistato il 25% del capitale dell'aeroporto Internazionale Haikou Meilan.

### Sviluppi dal 2000
Nel 2000 è stato fondato l'HNA Group che è diventato il terzo maggiore azionista (7,31%) di Hainan Airlines. Controllava anche Shanxi Airlines, Chang An Airlines e China Xinhua Airlines. Entro il 2003, Hainan, la compagnia aerea principale, ha superato Chang'an come quarta più grande compagnia aerea in Cina.
Nel 2007, Grand China Air è stata fondata come nuova holding, quando American Aviation è diventata la sua filiale.
Il 29 settembre 2005, HNA Group ha ordinato 42 Boeing 787-8, 10 dei quali destinati alla flotta di Hainan Airlines. Nel gennaio 2006, China Aviation Supplies Import and Export Group Corporation ha ordinato 10 Boeing 737-800 per Hainan Airlines. Nel settembre 2006, Hainan Airlines ne ha ordinati altri 15 esemplari.
Il 4 dicembre 2007, Hainan Airlines ha acquisito tre Airbus A340-600 in leasing da International Lease Finance Corporation. Il 14 novembre 2007 ha ricevuto il suo primo Airbus A330-200. Nel giugno 2007 ha ordinato 13 Airbus A320-200. Alla fine del 2007, Hainan Airlines ha ordinato 50 Embraer ERJ-145 e 50 Embraer 190, per un valore totale (al prezzo di listino) di 2,7 miliardi di dollari. Gli ERJ-145 da 50 posti sono stati prodotti dalla joint venture Harbin Embraer Aircraft Industry (HEAI), con sede ad Harbin. Le consegne dell'E-190 sono iniziate nel dicembre 2007. A causa della crisi finanziaria globale e delle enormi perdite subite nel 2008, l'ordine dell'ERJ-145 è stato ridotto a 25. L'ordine per gli E-190 è rimasto invariato.
Il 25 marzo 2015, HNA Group ha annunciato la sua intenzione di acquisire 30 Boeing 787-9, che sarebbero entrati tutti a far parte della flotta di Hainan Airlines. La consegna degli aeromobili è stata completata entro il 2021. Nella primavera del 2016 sono stati consegnati due Boeing 787-9 in leasing. Hainan Airlines sarà anche tra i primi operatori del Comac C919, con consegne che inizieranno negli anni 2020.

### Bancarotta e ristrutturazione
La società madre di Hainan Airlines, HNA Group, ha annunciato il 19 gennaio 2021 di essere entrata in una ristrutturazione fallimentare dopo che un esercizio guidato dal governo per risolvere il suo debito non è riuscito a produrre denaro sufficiente per ripagare obbligazionisti e creditori. A partire dal 24 settembre 2021, il gruppo HNA è stato suddiviso in quattro componenti, uno dei quali è il componente della compagnia aerea, a causa dell'ordinanza del tribunale fallimentare. Liaoning Fangda Group Industrial, un conglomerato con attività nelle industrie del carbonio, dell'acciaio e farmaceutiche, investirà nella componente aerea.

## Identità aziendale

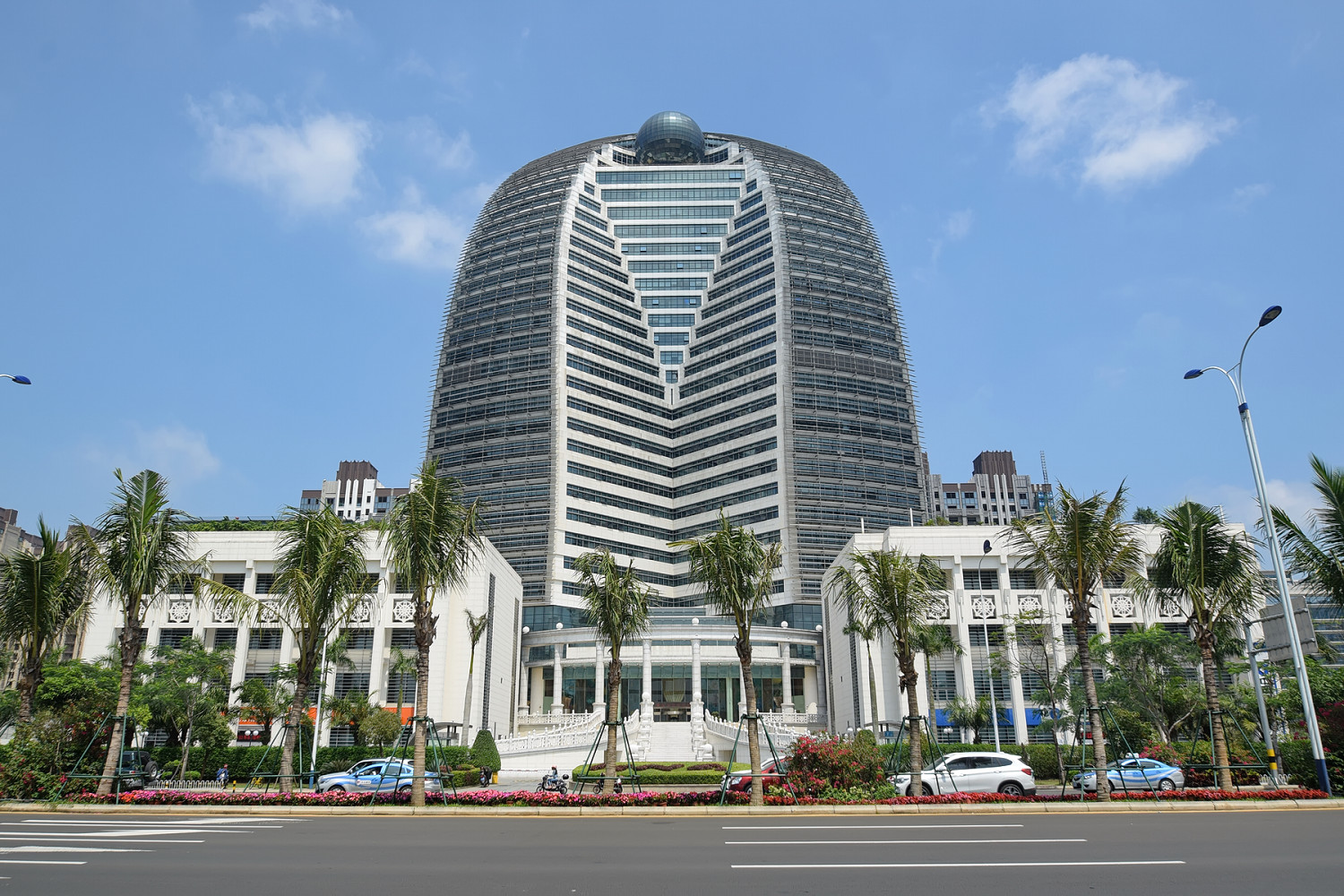
Il quartier generale di HNA ad Haikou.

### Uffici
Hainan Airlines e il gruppo HNA hanno il loro quartier generale nell'edificio HNA (cinese semplificato: 新海航大厦; cinese tradizionale: 新海航大厦; pinyin: Xīn Hǎiháng Dàshà), a Haikou, Hainan. Altri uffici, denominati HNA Tower, sono presenti in città focus tra cui Pechino, Chongqing, Guangzhou e Shanghai. In precedenza aveva sede nell'HNA Development Building noto anche come Haihang Development Building (海航发展建筑; HNA Development Building; Hǎiháng Fāzhǎn Dàsh) Haixiu Road ad Haikou.

### Shareholders
Al 31 dicembre 2016, il governo provinciale di Hainan possedeva il 53,67% delle azioni di Hainan Airlines attraverso la Grand China Air Holding Company, controllata dal braccio di investimento del governo di Hainan. Grand China Air è la società madre diretta di Hainan Airlines (24,33% di azioni direttamente; un ulteriore 1,29% di azioni tramite una controllata American Aviation LDC), che era parzialmente di proprietà di Hainan Development Holdings (24,97%), HNA Group (23,11 %), Starstep (9,57%), Haikou Meilan International Airport (8,30%), Shenhua Group (5,56%) e altri azionisti (al 30 giugno 2016). Il gruppo HNA possedeva direttamente il 3,53% delle azioni e, tramite Changjiang Leasing, possedeva un ulteriore 3,08% delle azioni come secondo maggiore azionista. L'aeroporto internazionale di Haikou Meilan era il terzo maggiore azionista con una quota del 5,13%. Inoltre, HNA Group possedeva parzialmente anche l'aeroporto Internazionale di Haikou-Meilan, così come Hainan Airlines come proprietà incrociata. Un fondo di private equity gestito dalla Shanghai Pudong Development Bank, possedeva il 4,91% delle azioni come quarto maggiore azionista.

## Servizi

### Lounges
Hainan Airlines gestisce diverse lounge aeroportuali di proprietà nel suo hub principale e città focus tra cui Pechino (T1 HNA Exclusive Terminal), Haikou, Xi'an, Guangzhou e Urumqi. Inoltre, la compagnia aerea aprirà la sua esclusiva lounge per le partenze internazionali presso il suo principale hub internazionale dell'aeroporto Internazionale di Pechino, Terminal 2. La compagnia aerea gestisce anche un'esclusiva lounge di transito per il trasferimento dei passeggeri del gruppo HNA nell'area non riservata dell'aeroporto di Pechino.

### Programma frequent-flyer
Il programma frequent flyer di Hainan Airlines si chiama Fortune Wings Club (cinese semplificato: 金鹏俱乐部; cinese tradizionale: 金鵬俱樂部; pinyin: Jīn Péng Jùlèbù). Anche Hong Kong Airlines, Lucky Air, Tianjin Airlines, Beijing Capital Airlines, Urumqi Airlines, Suparna Airlines, GX Airlines, Fuzhou Airlines e la società madre Grand China Air fanno parte del programma. È possibile per i passeggeri accumulare miglia anche su Alaska Airlines, Etihad Airways, Virgin Australia, TAP Portugal e le compagnie aeree che hanno accordi di codeshare con Hainan Airlines. I membri possono guadagnare miglia sui voli e sui consumi con la carta di credito di Hainan Airlines. Quando vengono raccolte abbastanza miglia, i membri possono scalare a membri Elite che sono divisi in quattro livelli: abbonamento Fortune Wings Platinum, abbonamento Gold, abbonamento Silver e abbonamento Flying Card. I membri Elite ottengono servizi extra.

### Riconoscimenti
Hainan Airlines è una delle dieci compagnie aeree classificate come cinque stelle da Skytrax, insieme a All Nippon Airways, Asiana Airlines, Cathay Pacific, EVA Air, Garuda Indonesia, Japan Airlines, Lufthansa, Qatar Airways e Singapore Airlines.

## Destinazioni

### Accordi commerciali
Al 2022 Hainan Airlines ha accordi di code-share con le seguenti compagnie:
- Aegean Airlines
- Air Serbia
- Alaska Airlines
- Azul Brazilian Airlines
- Beijing Capital Airlines
- Brussels Airlines
- Czech Airlines
- Etihad Airways
- EVA Air
- Grand China Air
- GX Airlines
- Hong Kong Airlines
- Iberia
- Korean Air
- S7 Airlines
- Suparna Airlines
- Tianjin Airlines
- Uni Air
- WestJet
- Virgin Australia

## Flotta

### Flotta attuale

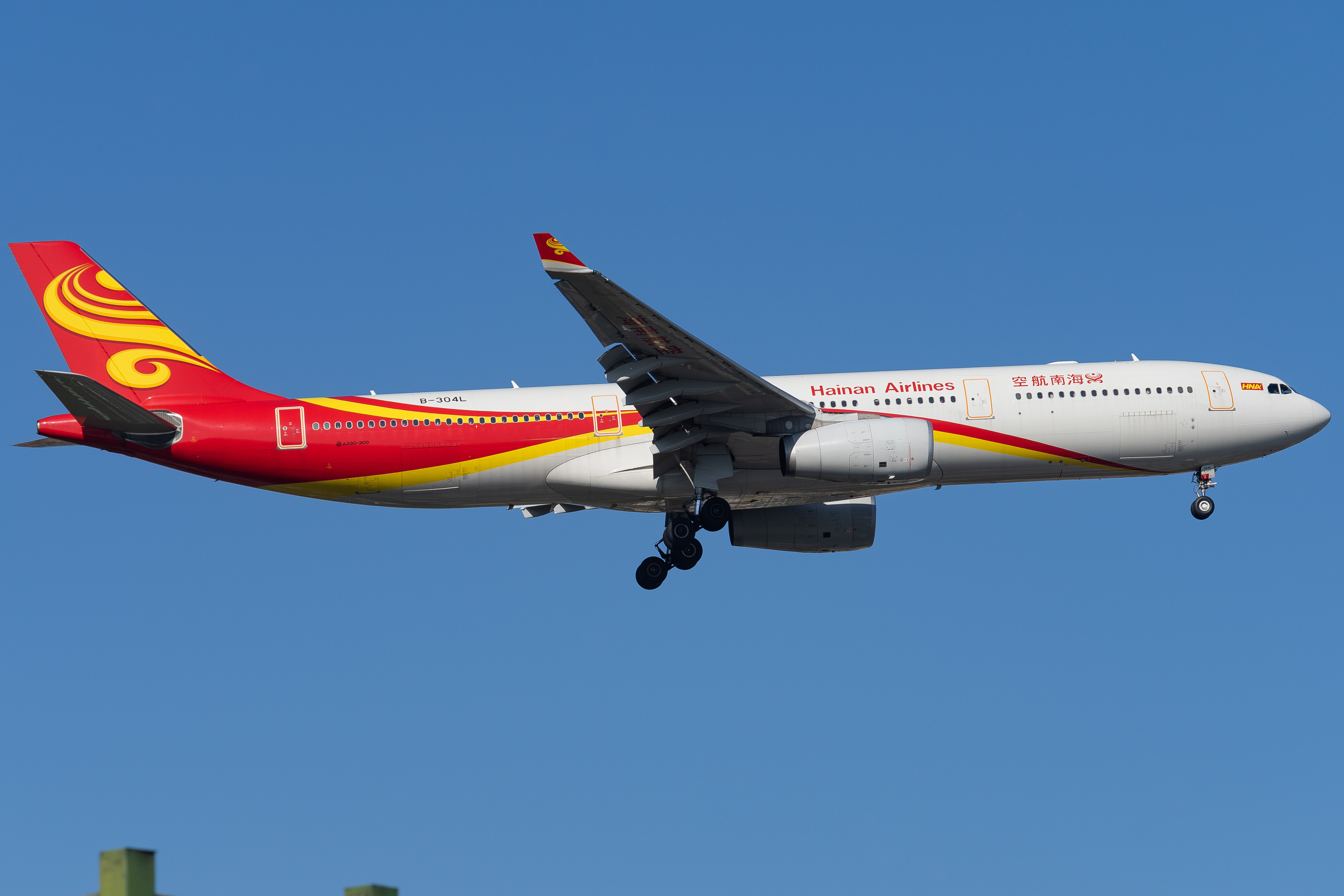
Un Airbus A330-300.

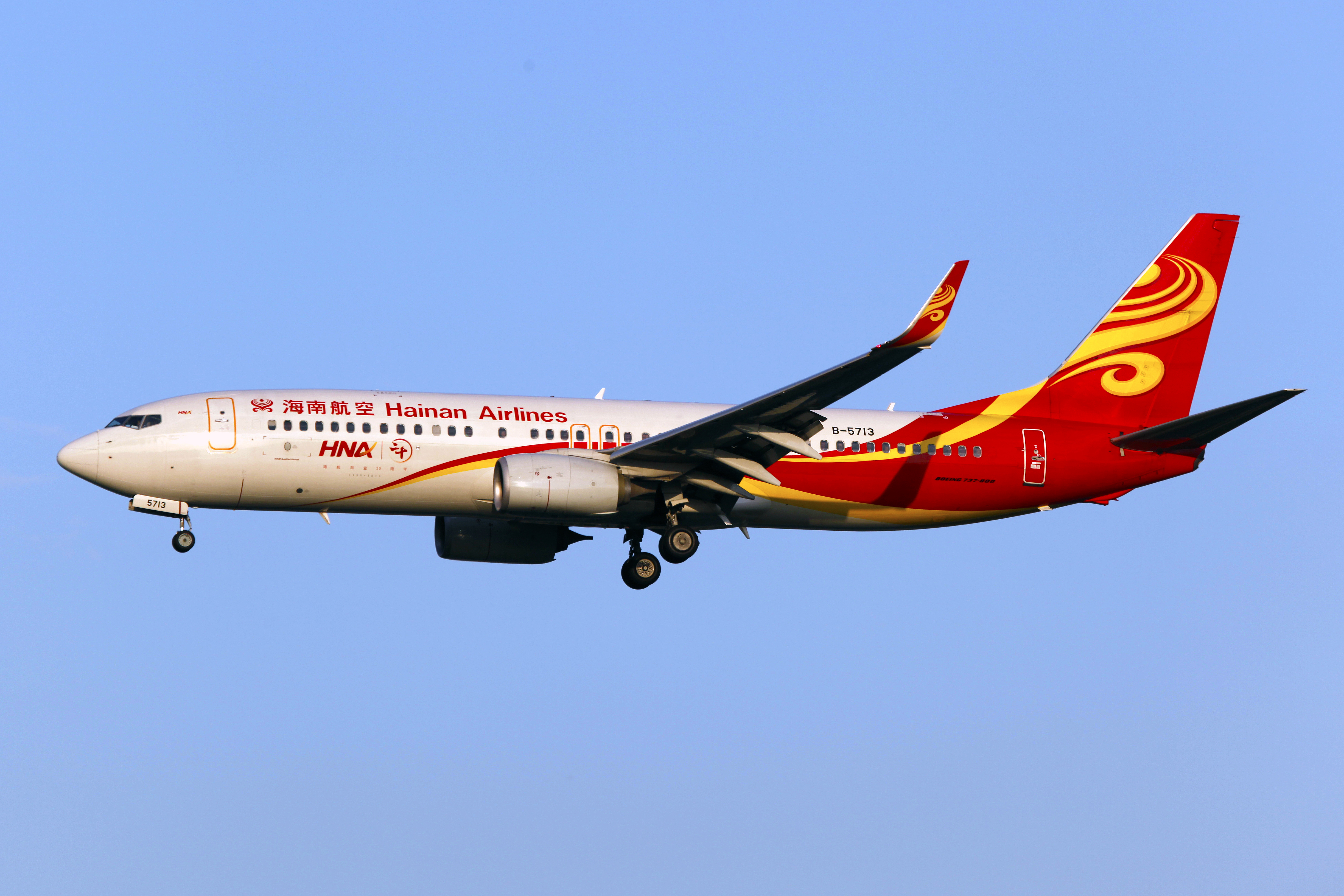
Un Boeing 737-800.

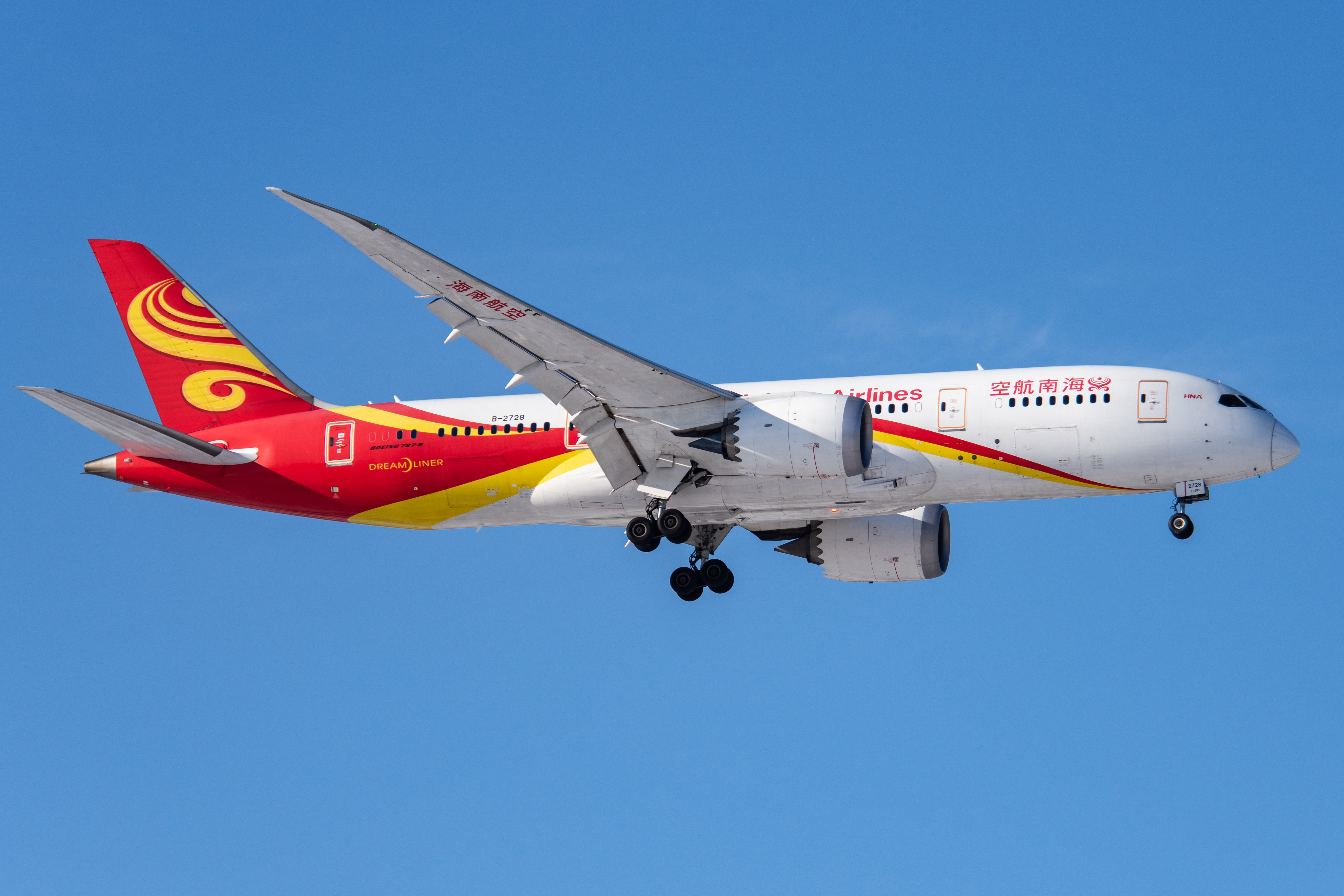
Un Boeing 787-8.

A gennaio 2024 la flotta di Hainan Airlines è così composta:

### Flotta storica

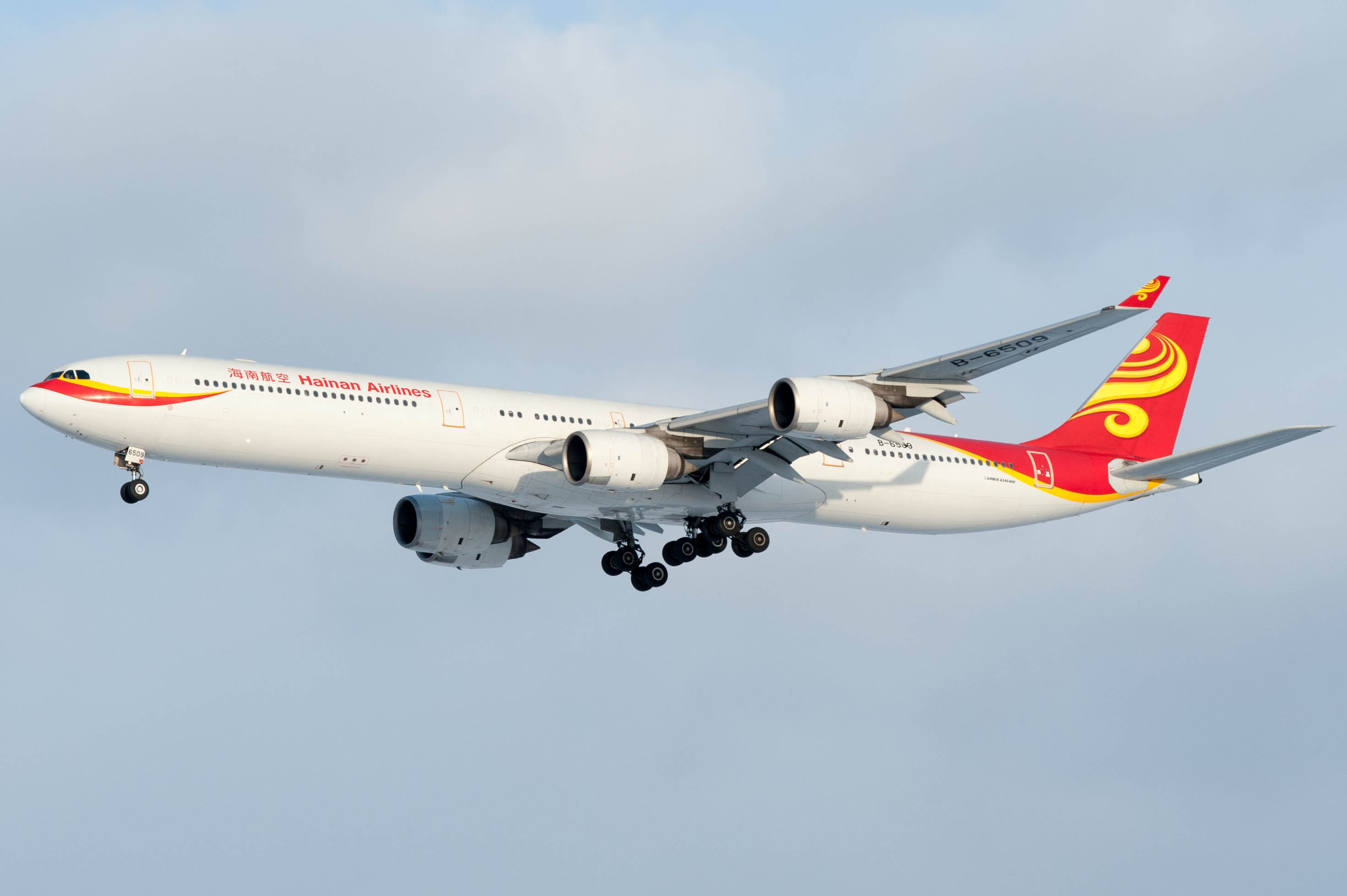
Un Airbus A340-600.

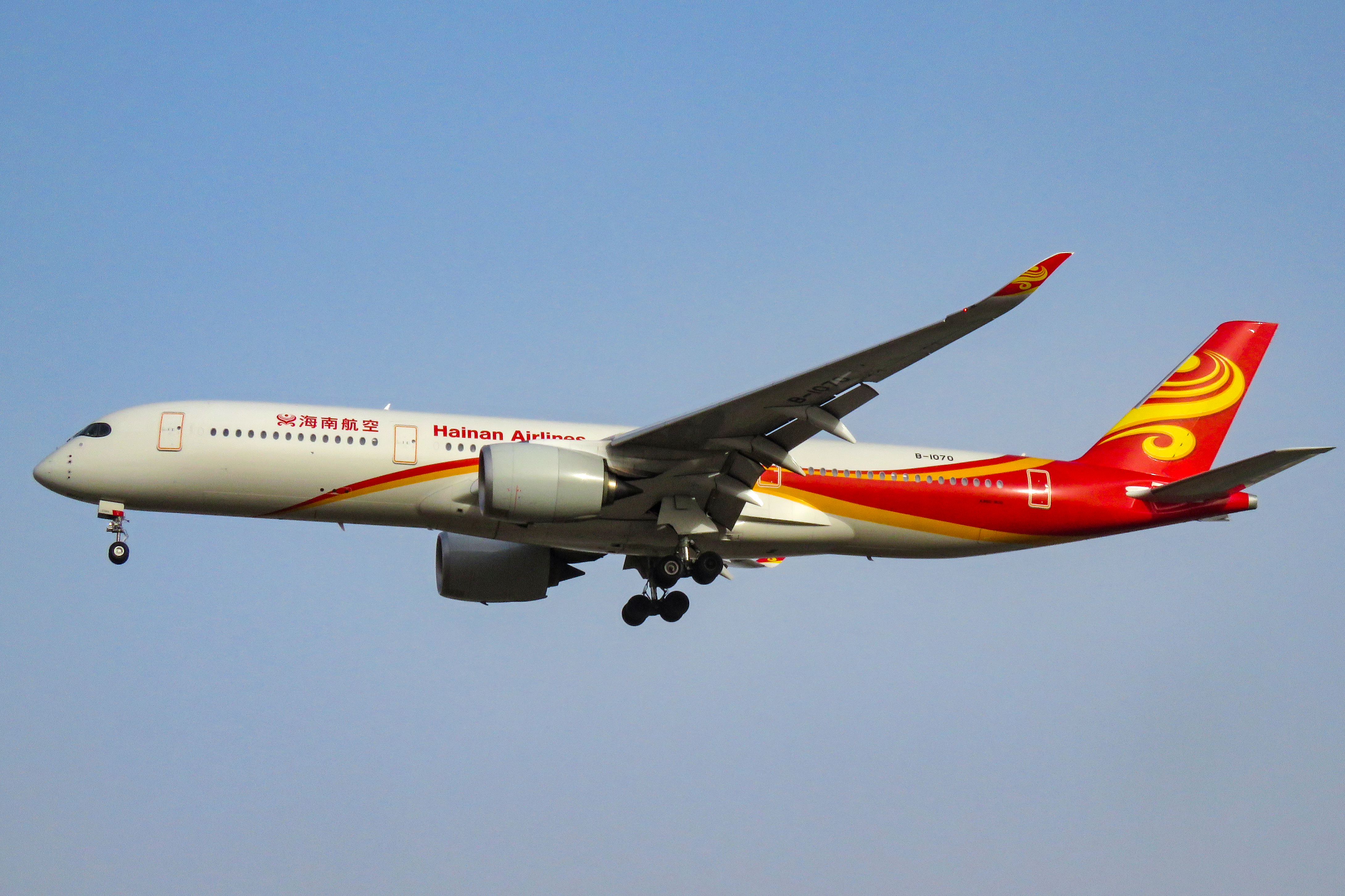
Un Airbus A350-900.

Hainan Airlines operava in precedenza con i seguenti aeromobili: